# 神田病院
神田病院（かんだびょういん）は、和歌山県和歌山市にあった医療機関。2005年4月以降、日本で唯一の結核療養所（結核病床のみを有する病院）であったが、2013年2月28日をもって閉院となった。第二種感染症指定医療機関。

## 沿革
- 1887年4月 - 紀州藩の医学館があった一角に病院を開設。
- 2008年 - 日本全国で唯一の結核治療を専門とする医療機関となる。
- 2013年2月28日 - 閉院。

## 診療科
- 内科
- 呼吸器科

## 医療機関の指定等
- 保険医療機関
- 労災保険指定医療機関
- 生活保護法指定医療機関
- 結核指定医療機関
- 第二種感染症指定医療機関

## 職員数
（2009年11月1日現在、常勤のみ）
- 医師 - 2名
- 薬剤師 - 2名
- 看護師・准看護師 - 25名
- 診療放射線技師 - 1名
- 管理栄養士 - 2名
- 医療ソーシャルワーカー - 1名

## 近隣の施設
- スマイルホテル和歌山
- 和歌山県庁舎
- 和歌山城
- 和歌山県書道資料館

## 交通アクセス
- 南海和歌山市駅下車、南へ徒歩約18分
- JR和歌山駅、南海和歌山市駅より和歌山バスに乗車し、小人町もしくは県庁前停留所下車